# Davis Bautista
Davis Carlos Bautista Medina (Guayaquil, Ecuador; 16 de febrero de 2005) es un futbolista ecuatoriano. Juega como defensa y su equipo actual es el Eintracht Fráncfort de la Bundesliga de Alemania.

## Trayectoria
Davis realizó las formativas en clubes como el Club Deportivo El Nacional, Club Sport Norte América y Sociedad Deportiva Aucas, equipo al que fue promovido al primer plantel en 2021 pero no llegó a debutar en la Serie A de Ecuador. En 2022 fue parte del plantel que logró el primer título en la historia del equipo oriental.
El 24 de abril de 2023 se anunció su transferencia al Eintracht Fráncfort de la Primera División de Alemania, firmando un contrato hasta 2028. En su primera temporada en territorio europeo fue ubicado en el equipo filial sub-23, para disputar la cuarta división alemana.

## Selección nacional

### Categorías inferiores
El 5 de enero de 2023 se anunció su convocatoria para disputar el Campeonato Sudamericano Sub-20 en Colombia. Dos años después repetiría convocatoria en la misma categoría, el 5 de enero de 2025 se anunció su llamado para el Campeonato Sudamericano Sub-20 en Venezuela.

#### Participaciones en Sudamericanos
| Campeonato                         | Sede      | Resultado    | Partidos | Goles |
| ---------------------------------- | --------- | ------------ | -------- | ----- |
| Juegos Suramericanos Asunción 2022 | Paraguay  | Plata        | 5        | 0     |
| Sudamericano Sub-20 de 2023        | Colombia  | Cuarto lugar | 6        | 0     |
| Sudamericano Sub-20 de 2025        | Venezuela | Primera fase | 1        | 0     |

## Estadísticas

### Clubes
Actualizado al último partido disputado el 24 de noviembre de 2024.
| Club                              | Div.          | Temporada     | Liga  | Liga  | Liga   | Copas nacionales | Copas nacionales | Copas nacionales | Copas internacionales | Copas internacionales | Copas internacionales | Total | Total | Total  |
| Club                              | Div.          | Temporada     | Part. | Goles | Asist. | Part.            | Goles            | Asist.           | Part.                 | Goles                 | Asist.                | Part. | Goles | Asist. |
| --------------------------------- | ------------- | ------------- | ----- | ----- | ------ | ---------------- | ---------------- | ---------------- | --------------------- | --------------------- | --------------------- | ----- | ----- | ------ |
| S. D. Aucas · Ecuador             | 1.ª           | 2021          | 0     | 0     | 0      | —                | —                | —                | —                     | —                     | —                     | 0     | 0     | 0      |
| S. D. Aucas · Ecuador             | 1.ª           | 2022          | 0     | 0     | 0      | 0                | 0                | 0                | —                     | —                     | —                     | 0     | 0     | 0      |
| S. D. Aucas · Ecuador             | Total club    | Total club    | 0     | 0     | 0      | 0                | 0                | 0                | 0                     | 0                     | 0                     | 0     | 0     | 0      |
| Eintracht Fráncfort II · Alemania | 4.ª           | 2023-24       | 16    | 0     | 0      | —                | —                | —                | —                     | —                     | —                     | 16    | 0     | 0      |
| Eintracht Fráncfort II · Alemania | 4.ª           | 2024-25       | 7     | 0     | 0      | —                | —                | —                | —                     | —                     | —                     | 7     | 0     | 0      |
| Eintracht Fráncfort II · Alemania | Total club    | Total club    | 23    | 0     | 0      | 0                | 0                | 0                | 0                     | 0                     | 0                     | 23    | 0     | 0      |
| Total carrera                     | Total carrera | Total carrera | 23    | 0     | 0      | 0                | 0                | 0                | 0                     | 0                     | 0                     | 23    | 0     | 0      |

## Palmarés

### Campeonatos nacionales
| Título             | Club        | Año  |
| ------------------ | ----------- | ---- |
| Serie A de Ecuador | S. D. Aucas | 2022 |